# Christian Friedrich Bellermann
Christian Friedrich Bellermann  (* 8. Juli 1793 in Erfurt; † 24. März 1863 in Bonn) war ein deutscher evangelischer Theologe.

## Leben
Bellermann, Sohn des Theologen und Archäologen Johann Joachim Bellermann und Bruder von Johann Friedrich Bellermann, studierte in Berlin und Göttingen Theologie, unterbrochen durch einen Einsatz als Freiwilliger im Lützowschen Freikorps während der Befreiungskriege. In Berlin war er Mitglied des Corps Marchia. 1816 wurde er zum Dr. theol. promoviert. Nach einer interimistischen Tätigkeit als Lehrer am Gymnasium zum Grauen Kloster in Berlin arbeitete er von 1818 bis 1825 als Pfarrer der deutschen evangelischen Gemeinde in Lissabon, ab 1827 als Prediger der preußischen Gesandtschaft und der deutsch-französischen evangelischen Gemeinde zu Neapel. 1835 wurde er zum Pfarrer an der neu erbauten St.-Pauls-Kirche in Berlin-Gesundbrunnen berufen. Er trat 1858 in den Ruhestand und zog zu seiner Tochter nach Bonn, wo er am 24. März 1863 starb.
Bellermann engagierte sich in den Vereinen, in denen sich unter den Berliner Pfarrern eher die Vertreter des kirchlichen Liberalismus organisierten, nämlich im Gustav-Adolf-Verein und im Verein für evangelische Kirchengemeinschaft (auch Unionsverein genannt). Daneben trat er durch literatur- und kirchenhistorische Veröffentlichungen hervor. Die Bellermannstraße im Berliner Bezirk Mitte (nahe der St.-Pauls-Kirche, seines langjährigen Wirkungsortes) ist nach ihm benannt.

## Schriften
- Antritts-Predigt, gehalten in der St. Paulskirche vor Berlin, am Tage ihrer Einweihung 12. Julius 1835.
- Drei Predigten, gehalten in der Königl. Preuß. Gesandtschafts-Kapelle zu Neapel. Nicolai, Berlin 1832.
- Die Paulsgemeine vor Berlin.Kurze Geschichte und Beschreibung derselben und ihres Grundes und Bodens: Bei Gelegenheit der 1. Jahresfeier ihrer Kirchweih am 17. Julius 1836.
- Über die ältesten christlichen Begräbnisstätten, besonders die Katakomben zu Neapel. Hamburg 1839.
- Die alten Liederbücher der Portugiesen oder Beiträge zur Geschichte der portugiesischen Poesie vom dreizehnten bis zum Anfang des sechzehnten Jahrhunderts nebst Proben aus Handschriften und alten Drucken. Berlin 1840 (Repr. 1973).
- Inhalt und Verfasser der einzelnen Bücher der Heiligen Schrift. Ein Leitfaden beim Schul-Unterricht, so … für jeden Leser der Heiligen Schrift … Berlin 1848.
- Die St. Paulsgemeinde vor Berlin. 3: Bericht über dieselbe von der 3. Jahresfeier ihrer Kirchweih am 15. Julius 1838 bis zum Schluss des Jahres 1848. Berlin 1849.
- Ueber die gegenwärtigen reaktionären Bestrebungen in unserer evangelischen unirten Kirche. Berlin 1850.
- Erinnerungen aus Südeuropa. Geschichtliche, topographische und literarische Mittheilungen aus Italien, dem südlichen Frankreich, Spanien und Portugal. Hamburg 1851.
- Luther auf der Coburg oder was sich im J. 1530 auf der Weste Coburg zugetragen. Berlin 1853.
- Bugenhagen in Braunschweig oder was sich im Jahre 1528 in der Stadt Braunschweig zugetragen. Berlin 1854.
- Melanchthon in Heidelberg oder was sich im Jahre 1557 in der Stadt Heidelberg zugetragen. Berlin 1855.
- Ueber eine seltene Erzmünze mit dem Monogramm des achäischen Bundesgeldes. Marcus, Bonn 1859.
- Portugiesische Volkslieder und Romanzen. Leipzig 1864.
- Das Leben des Johannes Bugenhagen. Berlin 1865